# Station Halden
Station Halden is een spoorwegstation in  Halden in fylke Viken in Noorwegen. Het station, uit 1879, ligt aan Østfoldbanen. Zoals meer stations in Østfold is het gebouw ontworpen door Peter Andreas Blix.
Het is het eindstation voor de regionale treinen uit Oslo, met uitzondering van een drietal intercitytreinen per dag naar het Zweedse Göteborg.